# ピラミッド・カードゲーム
ピラミッド・カードゲームとは、エンゼルトランプ（現：エンゼルプレイングカード）が1995年に発売したカードゲーム。プレイ人数は2〜8人。

## 概要
トランプではなく専用のカードセットを用いる。大富豪に似たルールで、配られた手札を使い切ることを競い合う。カードには1から13の数字が書かれており、1が1枚、2が2枚、……13が13枚の91枚が1セットとなっている。カードのランクはトランプと異なり、13が最弱で数字が小さいほど強く、1が最強である。1人の勝者だけではなく、参加者全員の順位が決定する。
現在は発売されていないが、「凄トランプシリーズ」の超大富豪（ちょうだいふごう）に付属するエキストラカードを使用することにより、ピラミッド・カードゲームもプレイすることができるようになっている。ただし、絵柄がトランプと同じになっているほか、使用する枚数が1(A)〜11(J)までの66枚1セットに減らされている。

## 準備
全てのカードを参加者に配りきり、適当な方法で最初の親を決める。

## 進行
1. 親は手札から任意のカードを場に出す。この際、数字が同じカードであれば何枚でも同時に場に出すことが出来る。
2. 左隣のプレイヤーは、パスをして手番を左隣に譲るか、場札よりもランクの高いカードを手札から場に出す。ただし、親が最初に出した場札と同じ枚数のカードを出さなければならない。
3. 時計回りに2.を繰り返し、全員がパスをしたら場が流れ、最後にカードを出したプレイヤーが新たな親となる。
4. 1.~3.を繰り返し、全ての手札を場に出し切ったプレイヤーは上がりとなり、上がりの早い順に上位となる。最後に一人のプレイヤーが残った時点でゲーム終了となり、そのプレイヤーが最下位となる。

## 特徴
ランクの低いカードほど枚数が多いことから、複数枚出すことによってランクの低いカードでも場を流すことができる確率が高くなり、カードの強弱が一義的でない。またカードの枚数が常に減少し続けるので、ゲームの進行に応じて最強のカードが変化する。場に出されたカードを記憶するカードカウンティングにより、有利にゲームを進めることができる。